# Adam Cooper
Adam Bryce Cooper (Tooting, Londres; 22 de julio de 1971) es un bailarín y actor inglés.
Aunque ya tenía reconocimiento dentro del ambiente de la danza local, llegó a la fama tras aparecer en la última escena de la película británica de 2000 Billy Elliot interpretando al personaje principal de adulto cuando entra al escenario para interpretar el ballet El lago de los cisnes en un montaje alternativo donde se ven en escena solo a bailarines.
Desde joven estudió tap y ballet en la Escuela de Baile Jean Winkler en el barrio de Tooting, en Londres. A los 11 años ganó un lugar en la escuela ArtsEd (Arts Educational Schools, en Londres), una institución especializada en artes escénicas, donde Cooper estudió ballet clásico, caracterizaciones, baile moderno, tap, jazz y baile contemporáneo. También estudió canto, actuación y combate escénico.
Después de completar su educación secundaria a la edad de 16 años, fue aceptado en  la Escuela Real de Ballet en el nivel superior, siendo uno de sus bailarines principales y donde llegó a ser director del Royal Ballet.
Posteriormente a sus aparición en Billy Elliot, su carrera se desarrolla hacia la coreografía y la dirección teatral.
En el año 2008 dirigió una obra llamada Simply Cinderella en el recientemente inaugurado Teatro Curve de Leicester. La obra (un nuevo musical de los cuentos de hadas, escrito por Grant Olding y Toby Davies), estuvo en escena desde el 4 de diciembre de 2008 al 24 de enero de 2009 como parte del show de inauguración. 
- Datos: Q2823932